# Arnolecké hory
Arnolecké hory je hřeben, který se táhne v délce cca 20 km od obce Netín okolo Bohdalova k obci Sirákov v jižní části okresu Žďár nad Sázavou. Těsně pod hřebenem dále leží obce Kyjov, Chroustov a Rudolec. Nachází se zde významná oblast spodních vod, odkud okolní města a obce čerpají pitnou vodu. Hřeben geomorfologicky náleží do Křižanovské vrchoviny.
Územím prochází několik turistických značek.
Nejvyšší vrcholy:
- Kyjov, 711 m n. m., nad Kyjovem, na vrcholu se nachází skalka
- Havlina, 707 m n. m., nad Chroustovem, na vrcholu se nachází BTS
- Na Horách, 700 m n. m., poblíž Chroustova, směr na Stáj
- Sádek, 698 m n. m., nad Rudolcem
- Dědkovská hora, 694 m n. m., nad Dědkovem
- Blažkov, 693 m n. m., nad Rudolcem, poblíž vrcholu se nachází BTS